# 鄭東漢
鄭東漢（英語：Norman Cheng，1947年—），臺灣新竹市人，香港及台灣音樂人，1958年畢業於聖類斯中學（小學部），1963年畢業於聖類斯中學，歌手鄭中基之父。
年青時的鄭東漢曾經與泰迪羅賓、陳家蓀等人合組樂隊《Teddy Robin and the Playboys》。之後歷任寶麗金及環球唱片亞太地區總裁，曾經一手捧紅許冠傑、鄧麗君、譚詠麟、張國榮、張學友、陳慧嫻、周慧敏、王菲、劉德華、黎明、童安格等港台歌手。
另外，他也曾經和EMI聯合持有嘉禾電影股權。鄭東漢本身也是金牌娛樂及步升大風（其後被改組為金牌大風）創辦人。其子鄭中基亦為金牌大風之藝人。

## 個人歷史

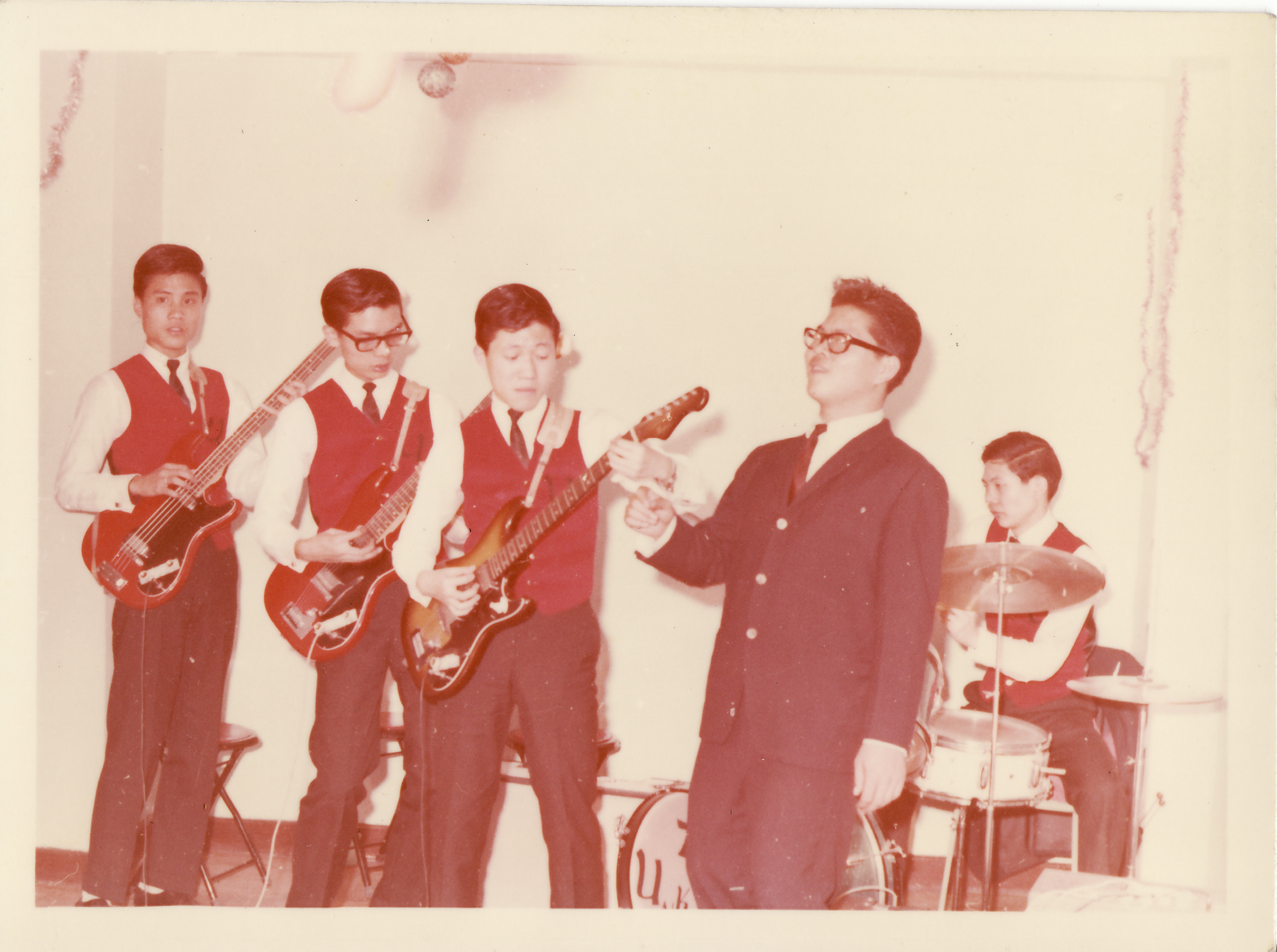
D'Unknown

- 1960年代时期，与聖類斯中學校友任秀山、陳漢平、陳培東首次組成樂隊《D'Unknown》。
- 及後，又与泰迪羅賓三兄弟（Robin、William和Raymond）及陳家蓀等人合組樂隊《Teddy Robin and the Playboys》，為主音結他手[4][5]
- 1966年，Teddy Robin and the Playboys與鑽石唱片簽約出版唱片
- 1968年，開始為鑽石唱片監製唱片[6]
- 1971年，寶麗多收購鑽石唱片。鄭東漢以二十四歲之齡出任香港寶麗多總經理
- 2002年，和黃柏高約滿環球唱片，並和EMI於香港共同創立金牌娛樂，並取代EMI於香港的中文音樂業務。鄭其後也取得EMI中國大陸區一半股權，並成立步升大風。
- 2008年8月，和黃柏高宣佈以過億元成功收購「EMI」大中華區業務，包括宇多田光、椎名林檎等藝人在台灣的發行合約。

## 名下馬匹
鄭東漢、馮元璋伉儷是香港賽馬會及澳門賽馬會的會員。馮元璋在港曾先後養有馬匹「愛得威」、「搖滾新星」、「搖滾雄豐」、「海闊天空」、「星星星」、「贏得就贏」、「歌神」、「無限驚喜」、「恐龍仔」，而鄭東漢名下的澳門賽駒「搖滾小子」（ROCK N ROLL KID）、「步步駿」及「師父」（前兩駒為合養）皆曾遠征香港，參加港澳盃。